# Mannen med den gyllene pistolen
Mannen med den gyllene pistolen (originaltitel: The Man with the Golden Gun) är en brittisk actionfilm från 1974 – den nionde filmen om James Bond och den andra Bond-filmen med Roger Moore i huvudrollen. Den regisserades av Guy Hamilton. Filmen är löst baserad på Ian Flemings bok med samma namn.

## Titeln
Såväl originaltiteln som den svenska titeln syftar på Francisco Scaramanga, men även på Frank Sinatra-filmen Mannen med den gyllene armen.

## Handling

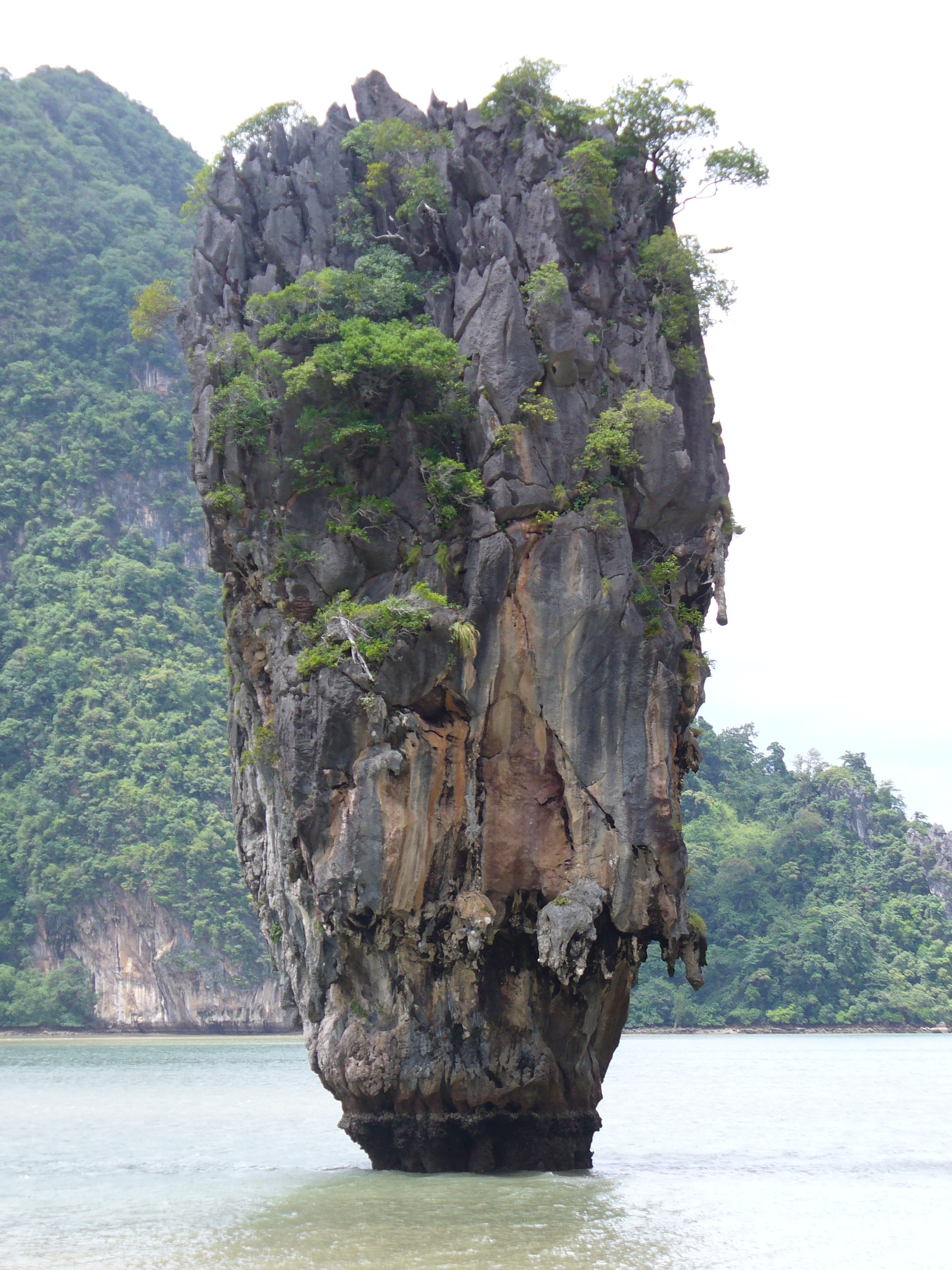
Ön Ko Tapu, som numera kallas James Bond Island, är Francisco Scaramangas hem.

En lönnmördare kommer till en liten ö i Phuket i Thailand och möts av dvärgen Nick Nack som ger honom pengar för att döda hans chef, Francisco Scaramanga. Lönnmördaren smyger in i Scaramangas hus, men överraskas av att det är ett "lustiga huset", med speglar och andra trick. När Scaramanga kommer in, obeväpnad, tvingas han ta sig till stället där hans gyllene pistol finns. Han dödar lönnmördaren med den gyllene pistolens enda skott.
MI6:s chef, M, kallar till sig agent 007, James Bond, eftersom MI6 fått ett paket med en gyllene kula där siffrorna 007 är inristade. Eftersom gyllene kulor är Francisco Scaramangas kännetecken, och Scaramanga är världens bäste lönnmördare, tror M att Scaramanga tänker förhindra Bonds nuvarande uppdrag: att hjälpa forskaren Gibson hoppa av från Kina så att denne inte ska kunna assistera kineserna att utveckla en solenergiomvandlare. Om kineserna lyckas, kommer de att ha löst sin energikris, något som väst brottas med. För att undvika att Scaramanga dödar Bond, ger M Bond semester. Istället bestämmer sig Bond för att söka upp Scaramanga först. M:s sekreterare Miss Moneypenny berättar att Scaramanga några år tidigare dödade en annan 00-agent i Beirut vilket får Bond att besluta sig att börja sökandet där.
I Beirut hittar Bond en magdansös som har en gyllene kula som smycke. Han anfalls men lyckas få med sig kulan därifrån. Han spårar tillverkaren till Macau och torterar tillverkaren att avslöja vart kulorna levereras. Nästa leverans ska ske snart. Bond spårar kuriren, Scaramangas älskarinna Andrea Anders, och följer henne till Hongkong. Med hjälp av MI6-agenten Mary Goodnight lyckas han spåra henne. Han kontaktar Anders och pressar henne att avslöja allt om Scaramanga. Hon tipsar honom om var nästa mord kommer att ske. Gibson blir mördad strax efter att Bond träffat honom. Bond blir misstänkt för mordet på Gibson och förs bort av polisen Hip. Hip för Bond med båt till andra sidan sundet, men Bond flyr ombord på det halvsjunkna vraket av atlantångaren Queen Elizabeth, som visar sig vara MI6:s kontor i Hongkong. Där ger M Bond i uppdrag att återföra Solexen och döda Scaramanga. Hip, å sin sida, visar sig vara Bonds ersättare i försöken att hjälpa Gibson hoppa av. Han berättar att Gibson hade med sig en "Solex", en nyckelkomponent i solenergiomvandlingsprocessen, men att den var borta efter mordet.

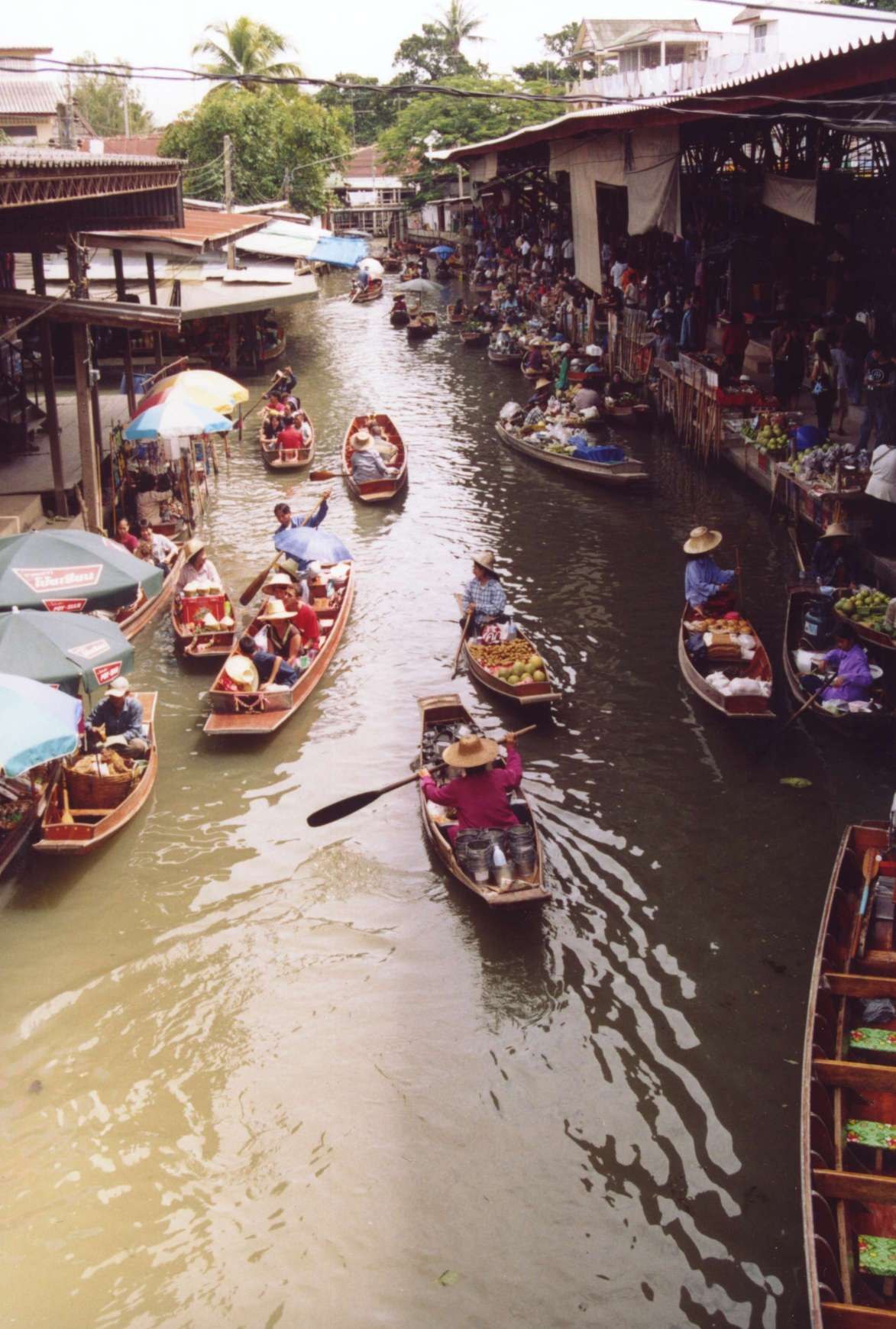
En flod i Thailand, liknande den där Bond jagas.

Bond och Hip listar ut att Gibson mördades på uppdrag av kinesen Hai Fat, och att Hai Fat aldrig träffat Scaramanga, så Bond ger sig dit, förklädd till Scaramanga. Men eftersom Scaramanga redan är där, blir Bond fångad och satt i Fats dojo, där Bond tvingas möta hans bästa karate-elever. Han försöker fly, men det är inte förrän Hip och hans två syskonbarn hjälper honom, som han kan fly längs floden i en motorbåt. Under tiden dödar Scaramanga Hai Fat och tar Solexen.
Bond återförenas med Goodnight, men när Andrea Anders kommer, gömmer Bond Goodnight i en garderob. Anders berättar att det var hon som skickade kulan, så att Bond skulle kunna döda Scaramanga. Bond får henne att hämta Solexen genom att förföra henne.
Nästa möte, under en boxningsmatch, visar det sig att Scaramanga har dödat Anders. Innan Bond hinner undan dyker Scaramanga upp och presenterar sig. Dock upptäcker Bond att Solexen ligger på golvet. Bond smugglar undan Solexen. Efter mötet följer Goodnight efter Nick Nack, men blir infångad. Hon lyckas meddela sig med Bond, som stjäl en bil (som sheriff J.W. Pepper från Leva och låta dö råkar sitta i) för att kunna följa efter. Jakten slutar när Scaramangas bil bokstavligt talat får vingar och flyger iväg.
Med hjälp av en spårsändare hittar Bond Scaramangas gömställe, utanför Kinas kust. Scaramanga välkomnar Bond och berättar att han gjort ön helt självförsörjande på energi tack vare Hai Faits tillgångar. Den tekniken tänker han sälja till högstbjudande. Dessutom har han lyckats skapa ett vapen med Solexen och förstör Bonds flygplan för att bevisa dess styrka.
Scaramanga erbjuder Bond en duell för att visa vem som är bäst, men försvinner in i sitt "lustiga hus". Bond letar efter honom och lyckas ta sig utanför labyrinten, imitera en docka som föreställer honom, och döda Scaramanga. Under tiden har Goodnight genom ett flyktförsök lyckas skapa en överhettning som kommer att spränga hela ön. Bond och Goodnight klarar precis få tag på Solexen och hoppa ombord på Scaramangas jakt innan ön förstörs.
När Bond och Goodnight åker mot solnedgången anfaller Nick Nack. Bond fångar honom, och deras hemfärd kan fortsätta.

## Rollista (i urval)
- Roger Moore – James Bond
- Christopher Lee – Francisco Scaramanga
- Britt Ekland – Mary Goodnight
- Maud Adams – Andrea Anders
- Hervé Villechaize – Nick Nack
- Richard Loo – Hai Fat
- Soon-Tek Oh – Lieutenant Hip
- Clifton James – Sheriff J.W. Pepper
- Bernard Lee – M
- Marc Lawrence – Rodney
- Desmond Llewelyn – Q
- Marne Maitland – Lazar
- Lois Maxwell – Miss Moneypenny
- James Cossins – Colthorpe
- Carmen du Sautoy – Saida

Christopher Lee, som var Ian Flemings kusin, var Flemings förstaval till rollen som Dr No i filmen Agent 007 med rätt att döda.
Det här är den första av tre filmer där Maud Adams figurerar. I Octopussy (1983) spelar hon titelrollen, och i Levande måltavla har hon en cameo. I filmen återkom också den komiske figuren Sheriff J.W. Pepper från Leva och låta dö.

## Produktion

### Förproduktion
Det här var den sista filmen som producerades av Albert R. Broccoli och Harry Saltzman tillsammans. Trots att filmen fick stora publikframgångar, gick den inte lika bra som de tidigare Bond-filmerna och blev nästan den sista Bond-filmen eftersom de före detta partnerna Broccoli/Saltzman hamnade i juridiska tvistemål - därav det treåriga glappet tills nästa film, Älskade spion.
Mary Goodnight förekommer i flera av Flemings Bond-romaner, som Bonds sekreterare. När Bond antas vara död i slutet på boken Man lever bara två gånger, förflyttas hon till Västindien.

### Filminspelningen
Inspelningen gjordes på flera platser, främst Hongkong och Thailand. Scaramangas ö, som i verkligheten heter Khao Phing Kan, Koh Phing Khan eller Khao Phing Khan, ligger strax norr om Phuket i Thailand och har blivit en stor turistattraktion. Ön drabbades mycket hårt av tsunamin i december 2004.
Flera scener spelades som vanligt för Bondfilmerna in på Pinewood studios utanför London, England. 
Det skruvade hoppet med bilen föreslogs flera år tidigare. Producenterna tog copyright och patent på stuntet för att förhindra att andra använde det innan dem. Stuntförarna planerade hoppet med några väldigt tidiga dataprogram.

### Efterproduktion
Filmen klipptes av Raymond Poulton och John Shirley.
Förtexterna till filmen filmades av Maurice Binder.

## Musik

### Sånger
Titelmelodin skrevs av John Barry och Don Black, och framfördes av Lulu. Alice Cooper hävdar att hans sång med samma namn var producenternas förstaval. Coopers sång förekommer på hans album Muscle of Love.

### Soundtrack
Övriga soundtracket skrevs av John Barry.
1. "The Man with the Golden Gun (Main Title)" (J. Barry/D. Black) – Lulu
2. "Scaramanga's Fun House"
3. "Chew Me in Grisly Land" (innehåller James Bond theme av Monty Norman)
4. "The Man with the Golden Gun (Jazz Instrumental)"
5. "Getting the Bullet"
6. "Goodnight Goodnight"
7. "Let's Go Get 'Em" (innehåller James Bond theme av Monty Norman)
8. "Hip's Trip"
9. "Kung Fu Fight"
10. "In Search of Scaramanga's Island"
11. "Return to Scaramanga's Fun House"
12. "The Man with the Golden Gun (End Title)" (J. Barry/D. Black) – Lulu